# カルヴァリア・ゼブジドフスカ
カルヴァリア・ゼブジドフスカ（Kalwaria Zebrzydowska (ポーランド語発音: [kalˈvarja zɛbʐɨˈdɔfska])）は、ポーランド南部に位置する町。2006年時点の人口は4503人、面積は5.5 km2 である。1772年から1918年まではオーストリア帝国領だった。1975年から1998年まではビェルスコ＝ビャワ県に属していたが、1999年以降はマウォポルスカ県に属している。
町の歴史は、17世紀初頭に地元の有力者ミコワイ・ゼブジドフスキが、この地をキリスト受難の丘であるゴルゴタ（ラテン語名はカルウァリア Calvaria）に見立てて宗教的建造物群を建てたところから始まる。町の名前もそのことに由来する。

## 世界遺産
一連の建造物群のある敷地は「カルヴァリア・ゼブジドフスカ公園」として知られており、マニエリスム建築と自然の景観が融合した優れた文化的景観として、1999年にユネスコの世界遺産に登録されている（位置：北緯49度51分37.1秒 東経19度40分14.6秒 / 北緯49.860306度 東経19.670722度）。

### 歴史
公園の歴史は1600年に遡る。その年にミコワイ・ゼブジドフスキが個人的な礼拝所とするつもりでツァー山の斜面に聖十字架礼拝堂（the Chapel of the Crucifixion）を建てた。当時は反宗教改革の動きの中で、ゴルゴタの再現を象徴的に行おうという試みが複数行われていた。そして、ゼブジドフスキの礼拝堂も、シトー会派系の修道士Tomasz Bucki と Ludwig Boguskiが推奨し、数学者で天文学者であったFeliks Zebrowskiが設計を受け持つことで、ツァー山をゴルゴタに見立て、キリスト受難当時のエルサレムを象徴的に再現しようという大掛かりな計画へと発展していった。
その後、マニエリスム様式の影響を受けたベルギー人建築家ポール・ボダール（Paul Baudarth）によって、1632年までに多くの礼拝堂が建てられた。この地の宗教建築は、キデロンの橋礼拝堂、カイアファの屋敷、アンナスの屋敷、ピラトの屋敷、最後の晩餐、キリストの昇天、聖墳墓、エルサレムの東の門などを象徴的に表現している。礼拝堂にはネポムクのヨハネに献堂されたものなど、18世紀から19世紀に建てられたものも4つある。

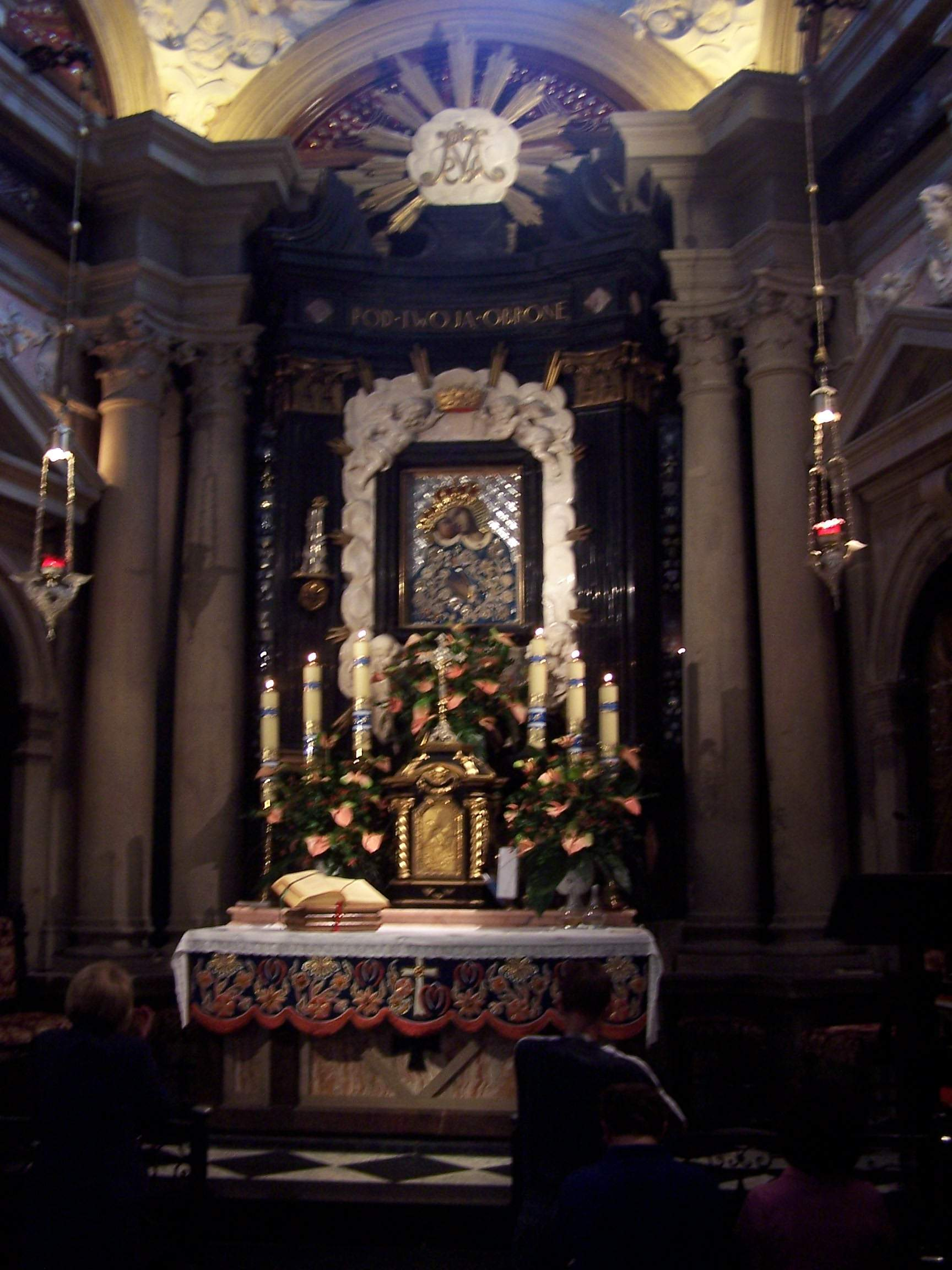
巡礼礼拝堂内の聖母画

個人用の礼拝所の枠を超え、ポーランド中から巡礼者が来るようになると、彼ら向けの礼拝堂（pilgrimage chapel）も建てられた。これは17世紀半ばに、イタリア人建築家ジョヴァンニ・マリア・ベルナルドーニの手になる聖母教会（The Church of the Our Lady of the Angels）に付け加えられたものである。この巡礼礼拝堂には美しい聖母マリアの絵（Our Lady of Calvary, カルヴァリアの聖母）が収蔵されている。
ベルナルドーニは、シトー会修道院も手がけている。この修道院は17世紀半ばにバロック様式に改築された。
現在のツァー山の斜面には、計44の宗教建築物群が残り、周囲の自然の景観とともに美しい文化的景観を作り出している。

### 登録基準
この世界遺産は世界遺産登録基準のうち、以下の条件を満たし、登録された（以下の基準は世界遺産センター公表の登録基準からの翻訳、引用である）。
- (2) ある期間を通じてまたはある文化圏において、建築、技術、記念碑的芸術、都市計画、景観デザインの発展に関し、人類の価値の重要な交流を示すもの。
- (4) 人類の歴史上重要な時代を例証する建築様式、建築物群、技術の集積または景観の優れた例。

## 姉妹都市
- カルヴァリヤ、リトアニア
- ハーメルン、ドイツ
- ビシェーリエ、イタリア